# Тома Домінго
Тома Домінго (фр. Thomas Domingo; нар. 20 серпня 1985, Тюль, Франція) — гравець регбі національної збірної Франції та клубу АСМ Клермон Овернь, що виступає в Топ-14.
Домінго дебютував в матчі збірної Франції проти збірної Уельсу, який відбувся 27 січня 2009 року.
Його брат, Фаб'єн Домінго грає на позиції номер 8 в команді Брів Коррез.

## Міжнародні ігри

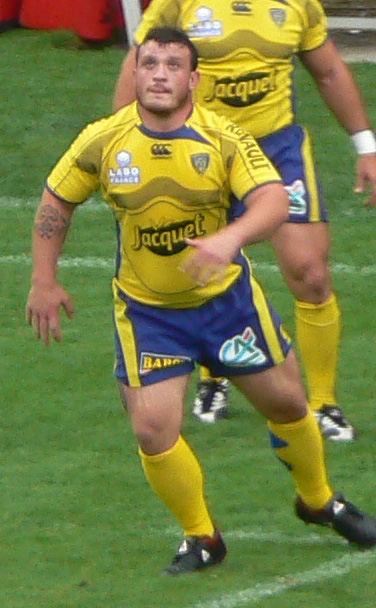
Домінго на полі грає за команду АСМ Клермон Овернь

| #  | Дата            | Стадіон                          | Суперник | Результат | Змагання           |
| -- | --------------- | -------------------------------- | -------- | --------- | ------------------ |
| 1. | 21 березня 2009 | Стад де Франс, Сен-Дені, Франція | Італія   | 50:8      | Турнір шести націй |